# Jérusalem
Jérusalem è un Grand Opéra in quattro atti di Giuseppe Verdi su libretto di Temistocle Solera con la traduzione francese di Royer e Vaez. Prima rappresentazione, Opéra national de Paris, 26 novembre 1847; gli interpreti e gli artisti coinvolti furono i seguenti:

| Personaggio           | Interprete                                                       |
| --------------------- | ---------------------------------------------------------------- |
| Gaston                | Gilbert Duprez                                                   |
| Le Comte de Toulouse  | Charles Portheaut                                                |
| Roger                 | Adolphe-Louis-Joseph Alizard                                     |
| Hélène                | Esther Julian Van Gelder                                         |
| Isaure                | Muller                                                           |
| Adhemar               | Hippolyte Bremont                                                |
| Raymond               | Barbot                                                           |
| Un Soldat             | F. Prevost                                                       |
| Un Héraut             | Molinier                                                         |
| L'Emir de Ramla       | Guignot                                                          |
| Un Officier de l'Emir | Koenig                                                           |
| Scene                 | Séchan Diéterle Edouard Despléchin Charles Cambon Joseph Thierry |
| Figurini              | Paul Lormier                                                     |
| Coreografia           | Joseph Mazilier Lucien Petipa                                    |
| Concertatore          | Giuseppe Verdi                                                   |

La prima rappresentazione italiana, su traduzione di Calisto Bassi, ebbe luogo al Teatro alla Scala di Milano il 26 dicembre 1850.

## Genesi e fortuna
Quest'opera è il rifacimento de I Lombardi alla prima crociata, andata in scena alla Scala l'11 febbraio 1843. Fu realizzata per un motivo puramente economico: dato che Parigi richiedeva la presenza di Verdi, questi decise di debuttarvi con un Grand Opéra, che andava molto di moda in Francia. Lo stesso editore Ricordi l'acquistò come se fosse un'opera nuova.
Caso unico nella storia dei rifacimenti verdiani, la prima stesura, cioè I Lombardi, rimase stabilmente in repertorio e impedì la circolazione della seconda, che tuttavia è stata eseguita in un recente allestimento memorabile sotto la direzione di Gianandrea Gavazzeni. Tra i pezzi più maestosi di quest'opera è da ricordare il coro "Jérusalem la sainte, la divine cité" e "Le Seigneur nous promet la victoire".

## Trama dell'opera
Nonostante sia il rifacimento dei Lombardi, la trama è completamente diversa.
È un dramma storico ambientato a Tolosa nel 1095 e quattro anni più tardi in Palestina.

## Numeri musicali

### Atto I
- 1 Introduzione
- 2 Recitativo e Duetto
  - Recitativo Non, ce bruit, ce n'est rien (Gaston, Hélène) Scena I
  - Duetto Adieu, mon bien-aimé (Gaston, Hélène) Scena I
- 3 Ave Maria
  - Preghiera Vierge Marie, ma voix te prie (Hélène) Scena II
  - Alba
- 4 Coro
  - Coro Enfin voici le jour propice (Coro) Scena III
- 5 Recitativo e Sestetto
  - Recitativo Avant que nous partions (Conte, Roger, Gaston, Hélène) Scena IV
  - Sestetto con Coro Je tremble encor (Hélène, Isaure, Gaston, Raymond, Conte, Roger) Scena IV-V
  - Scena Adhémar de Monteil (Adhémar, Conte, Gaston) Scena V
  - Coro Cite du Seigneur! (Coro) Scena V
- 6 Coro e Aria
  - Coro religioso Viens! ô pécheur rebelle (Coro) Scena V-VI
  - Scena Vous priez vainement le ciel (Roger, Coro) Scena VI
  - Aria Oh! dans l'ombre, dans le mystère (Roger) Scena VI
  - Scena Je t'attendais (Roger, Soldato) Scena VI
- 7 Coro e Aria
  - Coro di bevitori Fier soldat de la croisade (Coro) Scena VII
  - Seguito dell'Aria Ah! viens! démon! esprit du mal! (Roger) Scena VII
- 8 Finale I
  - Scena Mais quel tumulte! (Roger, Raymond, Gaston, Hélène, Adhémar, Coro) Scena VII-VIII
  - Finale Monstre, parjure, homicide! (Adhémar, Roger, Gaston, Hélène, Coro) Scena VIII
  - Stretta del Finale Sur ton front je suspends l'anathême (Adhémar, Roger, Gaston, Hélène, Coro) Scena VIII

### Atto II
- 9 Invocazione
  - Recitativo Grâce! mon Dieu! (Roger) Scena I
  - Aria O jour fatal! ô crime! (Roger) Scena I
  - Recitativo Du secours! ô mon Dieu! (Raymond, Roger) Scena II
- 10 Recitativo e Polacca
  - Recitativo Loin des croisés (Isaure, Hélène, Raymond) Scena III
  - Polacca Quelle ivresse! bonheur suprême! (Hélène, Isaure) Scena III
- 11 Coro di Pellegrini
  - Coro Mon Dieu! vois nos misères! (Coro) Scena IV
- 12 Marcia
  - Coro Écoutez!... cette marche guerrière!... (Coro) Scena IV
  - Recitativo Dieu soit loué! (Conte, Adhémar, Roger, Cavalieri) Scena V-VI
- 13 Coro di Crociati
  - Coro Le Seigneur nous promet la victoire (Roger, Adhémar, Conte, Coro) Scena VI
- 14 Recitativo e Aria di Gaston
  - Recitativo L'Émir auprès de lui m'appelle (Gaston) Scena VII
  - Aria Je veux encor entendre (Gaston) Scena VII
- 15 Recitativo e Duetto
  - Recitativo Prisonnier dans Ramla (Emiro, Ufficiale, Gaston, Hélène) Scena VIII-IX
  - Duetto Mon Hélène!... - Gaston!... (Gaston, Hélène) Scena X
  - Scena Aux armes! (Voci, Hélène, Gaston) Scena X
  - Finale Ah! viens, viens! je t'aime! (Gaston, Hélène) Scena X

### Atto III
- 16 Coro nell'Harem
  - Coro O belle captive (Coro) Scena I
- 17 Ballabili
  - Pas de quatre Scena I
  - Pas de deux Scena I
  - Solo Scena I
  - Ensemble Scena I
  - Scena Les chrétiens!... ils sont-là!... (Ufficiale, Emiro) Scena II
- 18 Scena e Aria di Hélène
  - Scena Que m'importe la vie en ma misère extrème (Hélène) Scena III
  - Aria Mes plaintes sont vaines! (Hélène) Scena III
  - Scena con Coro On s'égorge! on se tue! (Hélène, Voci, Donne, Gaston, Conte, Coro) Scena III-IV-V
- 19 Marcia
  - Marcia funebre Scena VI
- 20 Gran Scena, Aria, Finale III
  - Recitativo Barons et chevaliers, devant vous je proteste (Gaston, Adhémar) Scena VI
  - Aria O mes amis, mes frères d'armes (Gaston) Scena VI
  - Finale Qu'on exécute la sentence (Adhémar, Gaston, Raymond, Coro) Scena VI

### Atto IV
- 21 Recitativo e Coro
  - Recitativo Voici de Josaphat la lugubre vallée (Roger) Scena I
  - Coro Jérusalem la sainte, la divine cité (Coro) Scena I-II
- 22 Scena e Terzetto
  - Scena Saint Ermite, c'est vous! (Adhémar, Roger) Scena III
  - Terzetto C'est lui! (Hélène, Gaston, Roger) Scena IV
- 23 Finale ultimo
  - Battaglia Scena V
  - Recitativo La bataille est gagnée! (Isaure, Hélène, Conte, Adhémar, Gaston, Roger, Coro) Scena V-VI
  - Scena Dieu secourable (Hélène, Gaston, Conte, Adhémar, Roger) Scena VI
  - Inno generale A toi gloire, ô Dieu de victoire (Coro) Scena VI